# John Longworth (homme d'affaires)
John Longworth est un homme d'affaires britannique, directeur général de la Chambre de Commerce Britannique de septembre 2011 à mars 2016.

## Biographie
Il est notamment connu pour sa prise de position pro-Brexit lors d'un colloque de la Chambre de Commerce, ce qui lui a valu une suspension en raison de la neutralité imposée par la Chambre dont les membres sont très divisés par la question de la sortie de l'Union européenne,. Il démissionne de son poste pour pouvoir défendre la sortie Britannique de l'Union européenne en toute indépendance et devient membre du Comité de campagne du parti Vote Leave (parti créé en faveur du Brexit), qui a emporté la majorité lors du Référendum sur l'appartenance du Royaume-Uni à l'Union européenne. À la suite de la victoire du « Leave », il devient vice-président du lobby « Leave Means Leave » promouvant un « Brexit dur », qu'il soutient via des articles dans le The Daily Telegraph et le Daily Express.
À la suite du report du Brexit il se porte candidat aux Elections européennes de 2019 sur la liste du Parti du Brexit.
En 2019 il appelle à voter conservateurs aux élections générales britanniques post-brexit pour faire barrage au parti travailliste qui risque d'empêcher le Brexit, mais il quitte le parti du Brexit.